# Torremocha
Torremocha – gmina w Hiszpanii, w prowincji Cáceres, w Estramadurze, o powierzchni 63,83 km². W 2011 roku gmina liczyła 950 mieszkańców.